# Sapromyza plana
Sapromyza plana är en tvåvingeart som först beskrevs av Charles Howard Curran 1942.  Sapromyza plana ingår i släktet Sapromyza och familjen lövflugor. Inga underarter finns listade i Catalogue of Life.